# Кресло
Кре́сло — предмет мебели для комфортного продолжительного сидения, со спинкой, c подлокотниками / без них.

## История
Происхождение русского слова «кресло» не имеет удовлетворительного объяснения. О. Н. Трубачёв высказал предположение, что праслав. *kreslo первоначально обозначало сиденье на кроснах — раме ткацкого стана.

### Эволюция кресла
Прообразы современных кресел появились ещё в Древнем Египте и Месопотамии. При археологических раскопках на территории Месопотамии был обнаружен штандарт войны и мира, на котором мозаикой выложена сцена пиршества шумеров (III тысячелетие до н. э.). На этой сценке знатные гости сидят на невысоких церемониальных креслах. Спинка кресла достигала плеч сидевшего человека. Ножки кресла вырезаны в виде ног копытного животного, а с каждого бока между передней и задней ножками вставлены по две распорки, поддерживавшие сиденье снизу.
Первыми креслами были тронные кресла правителей и приближенных к ним лиц. Спинка тронного кресла египетского фараона Тутанхамона была отделана золотом, на самой спинке был изображён бог солнца Ра, а подлокотники были выполнены в форме идущих львов.
Подобные жёсткие кресла существовали в Древней Греции. Кресла, покрытые тканью или мехом, появляются у жителей Древнего Рима. У римлян также появилось курульное кресло — кресло в форме складного стула без спинки, сделанное из слоновой кости, мрамора, бронзы или других материалов.
После падения Римской империи кресла практически исчезают из обихода. Редкие кресла этого периода не отличаются роскошью. Например, в Лувре хранится тронное кресло из бронзы, принадлежавшее королю франков Дагоберту I.
В средневековой Японии, несмотря на редкое использовании в обиходе мебели, существовали похожие на кресла стулья со скамеечкой для ног.
В романский период (IX—XI вв.) использовались кресла с высокой спинкой. В готический период (XII—XV вв.) кресло становится более распространённым предметом быта, но оно пока ещё неудобное и представляет собой жёсткий деревянный стул с подлокотниками.
В XVI веке в Голландии появляются более комфортабельные кресла, обитые кожей. Вскоре после этого кресла получают широкое распространение во Франции и становятся настоящим произведением искусства. Начиная с XVII века во Франции для отделки тронообразных кресел с прямой высокой спинкой применялись шпалеры, золочение по левкасу В середине XVIII века (распространение стиля рококо) появились кресла со специальными спинками, как бы облегающими тело. Во второй половине XVIII века с появлением нового направления в классицизме появились кресла с весьма заметным отделением спинки от сиденья.
В XIX веке в Великобритании получают распространение плетёные кресла: сначала в загородных усадьбах, а потом и в городских условиях.
Из наиболее примечательных тенденций XX века следует отметить популярность: металлические кресла развитие конструктивизма завоёвывают, а позднее возникает мода на кресла с кожаной отделкой.

### В России
Самое первое русское кресло, хранящееся сейчас в Государственном историческом музее, было создано в XVI веке. Вплоть до XVIII века кресла использовались очень редко и только царём, боярами или высшим духовенством. Мода на кресла появилась при Петре I. Русские кресла начала XVIII века похожи на английские и голландские кресла и достаточно просты. В отличие от них, кресла эпохи дворцовых переворотов более изысканны и нарядны; наиболее дорогие покрыты позолотой. В те времена к проектированию мебели широко привлекались знаменитые архитекторы.
В правление Екатерины II часто встречаются кресла, выполненные на основе английских и французских аналогов. Из Франции заимствован орнамент, исполнение отдельных деталей. Кресла, основанные на английском варианте, характеризовались лёгкостью и изяществом. В это же время широко распространяются мебельные мастерские, появляется всё больше новых форм и видов кресел, которыми дворяне обустраивают свои имения. В провинции в изготовлении кресел прослеживается влияние раннего классицизма и русских традиций резьбы и орнамента. Особенно это характерно для московских мастеров.
В начале XIX века появляется стиль под названием русский жакоб. Лёгкие кресла, изготовленные в данном стиле, характеризуются сочетанием древесной текстуры и золочёных накладок, подчёркивающих геометрически ясные формы. В это время становится популярной практика совместного творчества мебельных мастеров и архитекторов. Например, в Петербурге мебельные мастерские производили продукцию на основе договоров, заключённых со Строительной комиссией дворцового ведомства, возглавляемой архитектором, изготавливавшим эскизы кресел.
В течение XIX века проектирование кресел продолжает развиваться; братья Гамбс изготавливали кресла на самый эклектичный вкус: ампир, неоготика, крестьянский стиль, необарокко, рококо, восточный стиль, неоклассицизм, модерн. К концу столетия начинают искать не новые формы выражения искусства, а способы снижения затрат при производстве кресла. В это время появился фабричный метод производства мебели из гнутой древесины, и дешёвые кресла получают широкое распространение.
В XXI веке старинные русские кресла привлекают внимание любителей антиквариата, но используются они в основном не для коллекционирования, а как предмет интерьера.

## Разновидности
- Памятный знак - Кресло тет-а-тет (Ульяновск).Кресло тет-а-тет.Кресло тет-а-тет — кресло для беседы. Кресло в форме буквы «S», состоящее из двух сидений, появилось во Франции в XIX веке[7][8][9].
- Стоматологическое кресло — кресло для стоматолога[10][11].
- Кресло-кровать — раскладное до кровати кресло, кресло-кровать-стол.
- Кресло-трансформер — кресло с дополнительными устройствами: например, с механизмом, позволяющим немного разложить кресло, выдвинуть подноже.
- Кресло-качалка.
- Офисное кресло — кресло с крестовиной и механизмом подъема (например, газлифтом).
- Массажное кресло.
- Игровое кресло
- Эргономическая рабочая станция — включает в себя не только место для сидения, но и некоторые внешние устройства. Например, рабочая станция со встроенными мониторами, столиком для клавиатуры и аудиосистемой[12].
- Детское растущее кресло — кресло с крестовиной или направляющими и механизмом подъема (например, газлифтом) рассчитанной на детей дошкольного и школьного возраста. Отличительной особенностью является настройки кресла под антропометрию именно ребенка.
- Кресло театральное (в том числе Блок кресел театральных) — кресло (блок кресел) для театрально-зрелищных мероприятий.
- Кресло курильщика — кресло со встроенной пепельницей.
- Кресло с подголовником (также известно под названием вольтеровское кресло)
- Кресло-мешок

## Современность
Сегодня кресло — популярный предмет офисной и, часто, домашней мебели. Современные офисные стулья повышенной комфортности, которые могут называться креслами, традиционно делятся на обычные кресла и кресла руководителей. Также их можно классифицировать по следующим основаниям:
- Сетчатые (без наполнителя) и текстильные (с наполнителем).
- Для дома или для офиса.

С развитием фриланса фокус продаж с B2B-сегмента смещается на B2C-сегмент, что влияет на дизайн и функциональность кресел. Понятие «кресло руководителя» всё чаще уходит на второй план, отдавая место понятию «эргономическое кресло». Благодаря развитию компьютерных технологий, появлению стриминговых платформ и развитию видео-платформ в начале 2010 годов зарождается понятие «геймерских кресел», которое прочно входит в обиход миллениалов и альфа-поколения.
Ежегодно в мире продаётся около 70—100 миллионов офисных кресел, наибольшую долю занимают США (18 миллионов в год) и Германия (15 миллионов в год). Среднему покупателю офисного кресла на Западе примерно 40—45 лет, он разбирается в параметрах и технических возможностях кресла, у него есть проблемы со здоровьем и он достаточно обеспечен. В России в год продаётся 2,8 миллиона офисных кресел, а годовой объём продаж составляет 130 миллионов долларов.
Круг материалов, используемых при изготовлении кресел, достаточно широк. Сами кресла изготавливаются из натурального дерева, ДСП, ротанга и других материалов. В качестве обивки применяются гобелен, флок, жаккард, шенилл, нубук, микрофибра. Для набивки используются синтетические и натуральные материалы: ватин, войлок, поролон, синтепон.